# Fédération nationale des anciens prisonniers de guerre (France)
Ne doit pas être confondu avec Fédération nationale des anciens prisonniers de guerre (Belgique).
La Fédération nationale des anciens prisonniers de guerre est une association française fondée en janvier 1921 visant à regrouper les anciens prisonniers de guerre afin de défendre leurs intérêts, symboliques et matériels. Jean Desbons, ancien prisonnier, en a été le premier président, de 1921 à 1932; élu député en 1928, il n'est pas parvenu à faire triompher le principe de l'indemnité. Environ 60 000 prisonniers ont rejoint cette fédération. Elle fait partie du monde combattant, elle est ainsi intégrée à la Confédération nationale des anciens combattants et victimes de la guerre, née en 1927

## Sources
- Odon Abbal, Un combat d'après-guerre : le statut de prisonniers, dans la Revue du Nord, 1998, n° 345 (Lire en ligne)
- Evelyne Gayme, Les Prisonniers de guerre français. Enjeux militaires et stratégiques (1914-1918 et 1940-1945), en librairie Economica, 2010, 185 pages, le 9 novembre 2012